# Vaiano
Vaiano es una localidad italiana de la provincia de Prato, región de Toscana, con 9.838 habitantes.

Ubicación de la ciudad de Vaiano dentro de la provincia de Prato.

## Evolución demográfica
| Gráfica de evolución demográfica de Vaiano entre 1861 y 2001 |
|                                                              |
| Fuente ISTAT - Elaboración gráfica por parte de Wikipedia    |